# Melanie Smith (Schauspielerin)
Melanie Smith (* 16. Dezember 1962 in Scranton, Pennsylvania) ist eine US-amerikanische Schauspielerin. Neben zwei Auftritten in der Soap Opera Jung und Leidenschaftlich – Wie das Leben so spielt, hatte sie mehrere Gastrollen unter anderem in den Fernsehserien Deep Space Nine und Seinfeld. Gelegentlich war sie in Kinofilmen zu sehen.
Smith lebt im US-Bundesstaat Pennsylvania und betreibt ein Yoga-Studio mit dem Namen „Yogaphoria“. Melanie Smith hat einen Sohn und lebt mit ihrem Guru Gideon zusammen.
1991 wurde sie für den Soap Opera Digest Award für ihre Hauptrolle in Wie das Leben so spielt nominiert.

## Filmografie (Auswahl)

### Fernsehserien
- 1987/1989: Jung und Leidenschaftlich – Wie das Leben so spielt (As the World Turns)
- 1993–1994: Melrose Place (fünf Folgen)
- 1994: Seinfeld (drei Folgen)
- 1995: Mord ist ihr Hobby (Murder, She Wrote, zwei Folgen)
- 1997: Star Trek: Deep Space Nine (sechs Folgen)
- 2003: Lady Cops – Knallhart weiblich (The Division, vier Folgen)

### Filme
- 1992: Trancers 2010 (Trancers III)
- 1996: Bloodhunter
- 2003: End Game